# Limonium puberulum
Limonium puberulum es una hierba perenne de hojas cortamente pecioladas, ovadas, con bordes ciliados. Inflorescencias pequeñas, de unos 6 cm, tallos floríferos y pedúnculos no alados. Se conoce comúnmente como siempreviva de Famara.

## Hábitat
Endémica de la isla de Lanzarote, frecuente en los riscos del norte Famara, especialmente en la parte alta de los riscos del Mirador del Río (500-600 m s. n. m.)
- Datos: Q1427442
- Multimedia: Limonium puberulum / Q1427442
- Especies: Limonium puberulum